# Happy Endings (televisieserie)
Happy Endings is een Amerikaanse komedieserie, uitgezonden door ABC. Op 23 mei 2011 bevestigde ABC dat er van Happy Endings een tweede seizoen komt.

## Verhaal
De serie volgt een groep vrienden wier vriendschap aan het wankelen wordt gebracht wanneer het koppel dat hen bij elkaar heeft gebracht, Alex en Dave, het uitmaken. Dit brengt de rest van de groep (Max, Brad, Jane en Penny) in een lastige situatie, want ze kunnen ofwel proberen bevriend te blijven ofwel partij kiezen. Alex en Dave besluiten vrienden te blijven, maar er staan hen nog veel meer moeilijkheden te wachten.

## Rolverdeling
- Zachary Knighton als Dave Rose – Alleenstaand, verlaten door zijn verloofde Alex
- Elisha Cuthbert als Alex – Alleenstaand, verliet Dave bij het altaar.
- Eliza Coupe als Jane Williams – Alex' zus. Getrouwd met Brad.
- Damon Wayans, Jr. als Brad Williams – Getrouwd met Jane, doet alles wat ze zegt.
- Adam Pally als Max Blum – Dave's vriend en kamergenoot. Max is homoseksueel maar heeft dit pas kort geleden aan zijn ouders verteld.
- Casey Wilson als Penny Hartz – De wanhopige alleenstaande die zich voortdurend zorgen maakt nooit de ware te zullen vinden.

## Seizoenen
| Seizoen | Afleveringen | Seizoenspremière  | Seizoensfinale   |
| ------- | ------------ | ----------------- | ---------------- |
| 1       | 13           | 13 april 2011     | 24 augustus 2011 |
| 2       | 21           | 28 september 2011 | 4 april 2012     |
| 3       | 23           | 23 oktober 2012   | 3 mei 2013       |